# Grigory Pedtchenko
Hryhoriy Mykolayovitch Pedtchenko (en ukrainien : Григорій Миколайович Педченко, né le 3 janvier 1955 à Fastiv) est un général ukrainien qui occupait le poste de chef d'état-major de l'armée et de commandant de l'armée d'Ukraine.

## Carrière
Il fut est d'état-major l'armée de 2010 à 2012 et commandant de l'Armée ukrainienne après avoir été chef du 8e corps d'armée de mai 2000 décembre 2002.